# Paranereites balticus
Paranereites balticus is een uitgestorven borstelwormuit de familie van de Glyceridae. 
De wetenschappelijke naam van de soort werd in 1939 gepubliceerd door Eisenack.